# Robert Blondel
Pour les personnes ayant le même patronyme, voir Blondel.
Robert Blondel, né dans les années 1380 peut-être à Ravenoville et mort dans les années 1460, est un historien et poète français originaire de Normandie.

## Biographie
Issu d’une noble famille du Cotentin, maître-ès-arts, Robert Blondel quitta la Normandie dès 1415 lorsque les Anglais s’en rendirent les maîtres lors de la guerre de Cent Ans.
Resté fidèle au roi de France, les Anglais confisquèrent son fief de Ravenoville et le confièrent à un certain Thomas Craffort. Réfugié à Angers, Blondel leur voua une haine implacable. Il fut précepteur des deux petits-fils de Yolande d'Aragon, François d'Étampes et le duc de Berry.
Ensuite il passa au service de la cour de Bretagne où il fut chargé de l’éducation du fils de Richard de Bretagne et de Marguerite d'Orléans. François, comte d'Étampes qui devint duc de Bretagne à la mort de son oncle Arthur de Richemont.
C’est alors qu’il composa en latin, sous le nom de Robertus Blondellus, son Oratio historialis, œuvre éloquente et passionnée dans laquelle il excite le roi Charles VII à poursuivre sans trêve cette guerre contre les Anglais dont il devait composer peu après le récit. En 1454, il est précepteur du second fils de Charles VII et de Marie d'Anjou, Charles de France, duc de Berry. Là, il rédige son Complanctus bonorum Gallicorum, qui sera rapidement traduit en français par un clerc normand, exilé comme lui, du nom de Robinet, sous le titre de La Complaincte des bons François. Rédigée en 1449, son Oratio historialis (Des Droiz de la couronne de France) est un violent pamphlet récusant les droits des Anglais à la couronne de France et qui rappelle toutes les guerres faites par l’Angleterre à la France depuis le XIIe siècle. Son ouvrage le plus important, la Reductio Normanie (La Réduction de la Normandie) présente le récit des événements qui s’accomplirent en Normandie, et même en Guyenne, depuis la prise de Fougères par François de Surrienne le 24 mars 1449 jusqu’à la capitulation des Anglais à Cherbourg le 12 août 1450.
Charles VII lui rendit son domaine en 1450.

## Œuvres
- Œuvres de Robert Blondel, historien normand du XVe siècle publiées d'après les manuscrits originaux avec introduction, notes, variantes et glossaire par Alexandre Héron, Rouen, A. Lestringant, 1891-1893 ; réimp. Genève, Slatkine, 1974.

## Pour approfondir